# 古川未鈴
古川 未鈴（ふるかわ みりん、年齢非公開、9月19日  - ）は、日本の女性アイドル。でんぱ組.incのメンバーで、同グループではセンターを務める。香川県高松市出身。愛称はみりんちゃん。でんぱ組.incでのキャッチフレーズは「歌って踊れるゲーマーアイドル」、担当色は赤。

## 略歴

### 生い立ち
高松市にて2人姉妹の長女として生まれる。
父親がいわゆる「転勤族」であり、出生後1〜2年後から小学校までは和歌山県、大阪府、愛知県の名古屋市など「いつ何処にいたという記憶がほぼ無い」ほど短期間で転居を繰り返していた。小学校時代の転校は「人間関係が悪くなっても毎回リセットできるので好きだった」と述懐する一方で、「地元の思い出」「地元の友達」というものが存在しないことや、自ら友達を作れるタイプではなかったことから、「地元の友達」という単語が憧れであると述べている。小学校時代は仮病で保健室に行くことが多かったとしているほか、「バカにされることでコミュニケーションを保つ」ことを覚えてしまったと述懐しており、少しおちゃらけて周囲から構ってもらう、いわゆる「いじられキャラ」のような行動を無意識のうちに取っていた旨を述べている。また、小学校低学年から教科書の文章をローマ字入力でパソコンに打ち込む練習を始めていたという。
小中学校時代には上手く周囲と馴染めずいじめを受けた経験があり、特に転校する機会のなかった中学校時代がいじめの全盛期であったとしている。このエピソードはでんぱ組.incの楽曲『W.W.D』の歌詞の中でも触れられている。ただし、「いじめは巡り巡って来るものである」という自覚があったほか、部活にだけは絶対行きたいという気持ちもあって不登校にはならず、むしろ「学校に行ってやろう」という気持ちが生まれたとしている。また、当時はチャットに熱中していた時期でもあり「学校に居場所がなくてもネットに居場所がある」という考えも持っていたという。
中野工業高等学校中退後、秋葉原のゲームセンターへ通い詰めるようになり、そこで知り合った友人を通じてメイド喫茶の存在を知り、メイド喫茶で働くようになる。当時、吉河順央が同じメイド喫茶で働いており、後に吉河が秋葉原ディアステージの立ち上げに携わった際に入店の誘いを受け、勤務を始める。

### アイドルとして
当時のディアステージは歌われる楽曲がアニソン主流であったほか、「アーティスト指向」の強い人間が多くアイドル向きの場ではなかったが、「アイドルになりたい」という古川本人の強い希望を福嶋麻衣子（もふくちゃん）が聞き入れる形で、2008年にでんぱ組.incの前身となるアイドルユニット「でんぱ組」を結成。初期は古川未鈴と小和田あかり（2010年卒業）による2名のユニットで、当初ゲーム主題歌を歌うユニットとして組まれたため長期的な活動を行う予定は無かったという。結成当初のでんぱ組については「特に何も活動しなかった」「思っていたアイドル像とは程遠いものがあった」「最初の人気の無さは凄かった」と後に述懐している。なお、唯一結成当初から在籍しているオリジナルメンバーである。
でんぱ組と並行して西村めめ（現・相沢梨紗）とのユニット「mirin×meme」名義での活動や、成瀬瑛美とのユニット「水玉おんらいん」名義での活動も行い、2009年にはサエキけんぞうプロデュースでソロCDデビューも果たしている。
でんぱ組.incがブレイクしたターニングポイントとして2012年春に開催された「アイドル横丁杯」での優勝と、振付師としてYumikoを迎え入れたことの2点を挙げている。元々古川からプロデューサーの福嶋に「振付師を入れて欲しい」との要望が出されていたが、「振付師を雇う予算は今のでんぱ組.incには無い」として断られていた。それに対し古川は、「私がイベントを打って稼ぐから、それで雇って欲しい」と表明し、ディアステージでブルマ姿になってイベントを開催。そこで「未鈴の本気を受け取った」としてYumikoが正式に迎え入れられた、というエピソードがある。
古川は自他共に認めるゲームマニアで、単独での仕事はゲーム関連がその多くを占めている。また「グルーヴコースターEX」（タイトー）、「ボーダーブレイク」（セガ〈後のセガ・インタラクティブ〉）ではキャンペーンガールも務めた。2015年4月より、テレビ東京系列「おはスタ」木曜レギュラー（2016年3月卒業）、およびTOKYO FM「でんぱCh.♥〜TOKYO DEMPA INTERNATIONAL〜」メインMCを担当。
2015年8月13日に行われたさぬき高松まつりにでんぱ組.incとしてステージイベントに出演し、ライブ前には古川の出身地でもある高松市の観光大使に同日付より委嘱された。
2017年8月26・27日に横浜アリーナで開催された大型音楽フェス『@JAM EXPO 2017』では総合司会に就任し、自身も含めて50組以上が参加するコラボレーション「EXPO Special JAM Session」の司会を担当。翌年の『@JAM EXPO 2018』や、さらに『@JAM EXPO 2019』では、親善大使を務めた。 また、2019年9月7日にTOKYO DOME CITY HALLで開催された「愛踊祭2019」決勝大会では、審査員を務めた。
2019年9月18日にZepp DiverCity（TOKYO）で行われた、でんぱ組.incのライブ「UHHA! YAAA!! TOUR!!! 2019 SPECIAL〜If you want to be happy,be.〜」において、漫画家麻生周一と結婚することを発表。公式サイトでも報告した。11月30日に挙式。
2021年1月5日、第1子妊娠を公表。同年5月20日より産休に入った。7月16日、第1子男児の出産を報告。
2024年には水着、ランジェリーでのグラビア撮影を解禁。撮影はでんぱ組のCDジャケット撮影も手掛けてきた田口まき。

## 人物
古川は引っ込み思案な性格で他人とコミュニケーションを取るのが得意なほうではなく、古川と同じでんぱ組.incのメンバーである夢眠ねむとも打ち解けるまで2年強かかったとしている。基本的に料理はせず、カップラーメン愛好者。ラーメン好きで、ツアーの遠征先では現地の美味しいラーメン店を調べ、訪れる事も多い。チーズ、貝ひもも好きな食べ物として挙げている。また、虫が嫌いである。
アイドルの理想像として、「表裏の無い人間がアイドルに向いている」「いろんなことを考えなくても天才的にできる子」「アイドルはバカで良い、バカな方が面白い」旨を述べており、「落ち込んだ時にそれを表に出してしまうアイドルが嫌い」であるとも古川は述べている。

### 音楽・ダンス
自己紹介のキャッチフレーズである「歌って踊れるゲーマーアイドル…」にある通り、昔から歌い踊ることが好きで父親の聴くヘヴィメタルに合わせて踊る様子が幼少期のホームビデオに残っている。ディズニーランドの年間パスで、ショーやパレードだけを目当てに通った時期があり、ショーベースのダンサーになるためにバレエ、新体操などのダンスを始めた。古川の父親はクラシック音楽好きでもあり、その影響で幼稚園から小学校までピアノを9年間習っていたほかにも中学校では吹奏楽部に所属し、フルートやクラリネットを演奏していた。
中学時代からモーニング娘。とSPEEDに憧れており、特にSPEEDのライブに初めて行ったことをきっかけとして「自分もなれるんじゃないか」「アイドルになったらみんな凄いと思うんじゃないか」「見返してやりたい」という気持ちが生まれたとしている。また、古川はモーニング娘。の第5期やAKB48の第1期などのオーディションを受けて落ちた過去を持つ。なお、古川は藤咲彩音と共にfripSideのバックダンサーとして活動していた時期があり、2015年3月1日に横浜アリーナで開催されたfripSideのライブにもダンサーとして出演した（この時、古川は白井黒子のコスチュームで参加した。）。

### ゲーマー
両親ともにゲーマーであった影響から、古川もゲーマーとなった。幼い頃からマリオシリーズで遊んでおり、物心ついてから『スーパーマリオワールド』で遊んでいた。なお、古川がマリオシリーズで一番好きなキャラクターはキノピオである。妹もゲーマーであり、かつてゲーム番組『スーパーマリオスタジアム』（テレビ東京系列局）に妹と一緒に出演し、発売前の『マリオカート64』をプレイして2位となった。
各種家庭用ゲーム、オンラインゲーム、アーケード、モバイルなどその範囲は多岐にわたり、ツアーで地方や海外を訪れた際には必ず現地のゲームセンターに足を運んでいる。腕前は、Beatmania IIDX-十段位、ボーダーブレイク-最高A1クラスなど。特にラグナロクオンラインではいわゆる「廃人ギルド」に所属、最上もがが所属するギルドと戦っていたことがでんぱ組.incに最上が加入する際の顔合わせで判明した。また、ゲーマー向けハイエンドPC「ALIENWARE」を所有している。将来的には、オンラインゲームの開発に携わりたいとの夢を持つ。
2017年に東京と大阪で開催された「星のカービィ25周年記念オーケストラコンサート」では、自身がシリーズのファンであることから司会進行を務めた。

## 作品
|                    | 発売日         | タイトル                   | レーベル             | 規格品番   | 備考                                                                       |
| ------------------ | -------------- | -------------------------- | -------------------- | ---------- | -------------------------------------------------------------------------- |
| シングル           | 2009年         | ループのルージュ           | Pearlnet Records     | Pearl-1001 | Virgin Vocal Mix                                                           |
| シングル           | 2009年         | RAVE the DAWN              | Pearlnet Records     | Pearl-1002 | Virgin Vocal Mix                                                           |
| シングル           | 2009年6月      | 瞬きもしない流星           | Pearlnet Records     | Pearl-1003 | Virgin Vocal Mix                                                           |
| ミニアルバム       | 2009年11月18日 | リモコン・ディスコ         | Pearlnet Records     | PEAR-1002  | タワーレコード渋谷店集計アルバムチャート17位 / インディーズ3位             |
| シングル           | 2010年3月22日  | みりかる☆ファンタジー      | DearStage            | MJDS-1003  | オリコン53位 / インディーズ2位、c/w オトメトリック                         |
| マキシシングル     | 2010年12月31日 | トゥインクルリンク         | DearStage            | MJDS-1005  | 作詞：古川未鈴、MV振付・MTP：Yumiko                                        |
| DVDシングル        | 2009年4月4日   | Secret Snow                | DearStage            | MJDV-1001  | 西村めめ（現：相沢梨紗）とのユニット「mirin × meme」名義                   |
| リミックスアルバム | 2011年9月      | トゥインクルリンク REMIXES | Ge-On-Dan, DearStage | GODCDX1    | ジャケットの表記名は古川ミリン。豪華アレンジャー多数参加による16トラック。 |

### 参加作品
- 『EXIT TRANCE PRESENTS SPEED アニメトランス BEST 2』/ V.A.（2007年12月19日、エグジットチューンズ、QWCE-00033）
  1. 「Silly-Go-Round」- カバー、Mirin名義[63]。
- 『TOgether SONGS Neo girls 2010』/ V.A.（2010年、Pearlnet Records、PEAR-2001）
  1. 「リモコン・ディスコ」
- 『THIRD ENSEMBLE: NOIR』/ V.A.（2010年12月30日、Alstroemeria Records、ARCD-0033）
  1. 「Maple Dream」- ボーカル参加。
- 『JOYSOUND presents アニソントランス ラボラトリー 〜ファースト レポート〜』/ V.A.（2011年3月2日、USMTVM、UICZ-9044）
  1. 「恋愛サーキュレーション」- ボーカル参加。
- 『リアル系アイドル図鑑 Compilation Album』/ V.A.（2011年5月25日、5pb. Records、FVCG-1149）
  1. 「みりかる☆ファンタジー」
- 『beatmania IIDX』（2011年9月15日稼動「19 Lincle」より、コナミ） - アーケードゲーム。
「Drive Me Crazy」/ kors k feat. 古川未鈴
- 「夢の砂〜a theme of @JAM〜」/ @JAM ALLSTARS 2016（2016年9月、Zepp Live、TGCS-9570）-『@JAM×ナタリー EXPO 2016』のテーマソング。各先行予約チケットに付属。期間限定の、5名から成る選抜ユニットとして歌唱。
- 『35世紀』/ ハルメンズ（2016年9月21日、ビクターエンタテインメント、VICL-64637）
  1. 「結果」- 夢眠ねむと共にゲスト・ボーカル。

### その他の楽曲
- 「MeMeMe」- つんく♂が作詞作曲。2016年9月17日に初披露[64]。

## 出演

### テレビ
- 出没!アド街ック天国 （2010年9月4日、テレビ東京系列） - 秋葉原特集VTR内で紹介
- 全力坂 （2013年10月3日、テレビ朝日系列）
- おはスタ （2015年4月9日 - 2016年3月31日、テレビ東京系列） - 木曜レギュラー[注 2]
- ただいま、ゲーム実況中!!（2016年2月23日 - 、テレ朝チャンネル / 2017年7月9日（8日深夜） - 9月24日（23日深夜）、テレビ朝日）[65]
- ゲームズ・ボンド（2018年9月21日・2019年2月15日・2021年9月25日・12月26日、各日深夜、テレビ朝日）- カミナリと共にメインMC[66]
- 古川未鈴と古畑奈和のいにしえ乙女酒（2019年4月3日 - 9月25日、BS日テレ）

### CM
- 太田胃散（2019年6月 - ）-『古川未鈴と古畑奈和のいにしえ乙女酒』とのコラボ[67]。

### ラジオ
- 「でんぱch.♥〜TOKYO DEMPA INTERNATIONAL〜」（2015年4月 - 、TOKYO FM） - 藤咲彩音と共にレギュラーMC

### ネット配信
- ディアステージ古川未鈴の『アキバにむかってBだっしゅ!』(2010年、Ustream)
- 「萌えろ!!エンジェルちゃん」ニコニコ本社チャンネル（2012年4月 - 7月、ニコニコ生放送） - 夢眠ねむと共にメインMC
- 水鏡レポート『ブラウザ三国志』『ブラウザ キングダムライジング』（2013年、ニコニコ生放送）
- 『萌えろ@エンジェルちゃん』（2014年7月 - 10月、SHOWROOM） - 夢眠ねむと共にメインMC
- 「ニコニコゲーム実況チャンネル（NGC）」（2015年4月 - 、ニコニコ生放送） - 火曜日担当レギュラーパーソナリティー
- 「ファントム オブ キル」公式ニコ生『ファンキルベース』（2015年6月 - 2017年3月、ニコニコ生放送） - メインMC
- 「みりっち」[注 3][68]（2017年 - 、Twitch） - メインMC

### その他の活動
- BEAMS 「あそべるTシャツ（ASOBERU-T）」夢眠ねむと共にコンセプトビジュアルに起用
- タイトー音楽ゲーム「グルーヴコースターEX」公式応援メンバー（ポスター、プロモーション映像出演）
- セガアーケード用シューティングゲーム「ボーダーブレイク」公式ボーダーブレイクガール
- 音楽ユニットfripSideライヴ（ダンサー参加）。『Heaven is a Place on Earth』のMVにも参加
- 香川県高松市観光大使（2015年8月13日 - ）[9]

## 書籍

### 雑誌連載
- 「古川未鈴とアイデアプロトタイピング!」（2014年1月号 - 11月号、ロボコンマガジン）
- 「Depper でんぱのヲススメ」（2013年8月号 - 、Zipper）
- 「でんぱ組.incのDDだっていいじゃないっ!!」（2015年1月号 - 、デジモノステーション）
- 「みりん小さじ2杯」（2017年9月14日増刊号[69] - 、週刊ファミ通）

### 写真集
- でんぱ組.incアートブックコレクション（2）「irotoridori」（2017年1月6日、小学館、撮影：阿部ちづる）ISBN 9784096822371[70]